# William Furlong
Rev. William Furlong (1905. november 16. – 1986. október 8.) amerikai katolikus pap. 

## Életpályája
Egyetemi tanulmányait a családja által alapított Seton Hall College-ben végezte, majd teológiai tanulmányokat folytatott. Pappá a newarki egyházmegye szolgálatára szentelték fel, majd amikor létrejött a patersoni egyházmegye, incardinálódott oda.
A passaici Szent István római katolikus magyar templom adminisztrátora volt két alkalommal is, először 1933-ban, amikor a jezsuiták hazahívták Magyarországra Raile Jakab S. J. atyát. Később Furlong atya 1938 fehérvasárnapjától (április 24-től) visszatért kisegíteni, mert Gáspár János atya a newarki egyházmegye zarándoklatának vezetőjeként a magyarországi 34. Eucharisztikus világkongresszuson tartózkodott. Szolgálata az egyházközségben 1938. szeptember 18-ig tartott. Ezután a Seton Hall Collage alelnöke lett, mely feladatát haláláig betöltötte. Az Amerikai Katolikus Teológiai Társaság tagjának választották. 
Pápai kápláni (Monsignor) címmel ment nyugállományba. 

## Emlékezete
Sírja a Maryrest Cemetery-ben található (Mahwah, Bergen megye, New Jersey állam).